# ロバート・イェーツ
ロバート・イェーツ（英:Robert Yates、1738年1月27日 - 1801年9月9日）は、アメリカ合衆国の政治家であり、反連邦党の姿勢で良く知られた。多くの学者によって、共和政ローマを保つためにジュリアス・シーザーの暗殺に関わったとされるマルクス・ユニウス・ブルートゥスに因むブルータスという偽名で、アメリカ合衆国憲法の批准に反対を表明して書かれた一連の16の記事の著者だと信じられている。
この随筆は「ニューヨーク州の市民」に宛てられて、1787年10月から「ニューヨーク・ジャーナル」に掲載された。イェーツはジョン・ランシング・ジュニアやアレクサンダー・ハミルトンと共に、1787年のフィラデルフィアで開催されたアメリカ合衆国憲法制定会議に出ていた。
しかし、ランシングとイェーツは、フィラデルフィアで起こっている事が、連合規約における問題点を扱うという当初の任務からはみ出していると感じ、早期に会議から去った。憲法には署名しなかったが、後にそれを認めた。
1789年と1795年の2度、イェーツはニューヨーク州知事候補者になったが、2度とも敗北した。1789年の時は、連邦党員として出馬したが、民主共和党のジョージ・クリントンに敗れ、1795年の時は、民主共和党の候補者として出馬し、連邦党のジョン・ジェイに敗れた。